# Evropska centralna banka
Evropska centralna banka (angleško European Central Bank; kratica ECB, francosko Banque Centrale Européenne, nemško Europäische Zentralbank) je centralna banka Evropske Unije, ki skrbi za fiskalno in monetarno politiko uradne valute - evro.
Banka je bila ustanovljena 1. junija 1998 in ima svoj sedež  v Frankfurtu na Majni v Nemčiji.

## Način delovanja

### Osrednje naloge Centralne evropske banke:
- določanje menjalnih tečajev za druge valute,
- delni nadzor nad deviznimi rezervami in rezervami zlata držav,
- zastopanje evra na mednarodnih denarnih trgih.

### Delovanje
Evropska centralna banka je edina institucija Evropske unije, ki je pri svojem delovanju neodvisna. Napotkov ali direktiv ji ne morejo dajati niti posamezne vlade držav članic niti katerakoli druga institucija Evropske unije.
Dvakrat mesečno se direktorji centralnih bank posamezni držav sestanejo v Frakfurtu na seji sveta Evropske centralne banke.  Na njej razpravljajo o problemih evrskega območja, pa tudi mednarodnih financ. Na sejah se med drugim odločajo o posameznih obrestnih merah, po katerih si lahko banke na evrskem območju sposojajo denar. Nizke obrestne mere se večinoma razumejo kot pomoč za oživitev konjunkture, kajti podjetja lahko na ta način pridobivajo ugodnejše obresti za nove naložbe. Kadar pride do pregretja konjunkture, torej takrat, ko se sposoja preveč denarja, pa Evropska centralna banka količino denarja v obtoku spet omeji in tako zavre inflacijo. 
Obrestne mere tedaj zvišajo, krediti pa podražijo. Hkrati s tem se zvišajo tudi obresti od hranilnih vlog.

## Predsedniki
| #  | Ime                     | Mandatno obdobje | Mandatno obdobje  | Izvorna država |
| -- | ----------------------- | --- | ----------------- | -------------- |
| 1. | Willem "Wim" Duisenberg | 1. junij 1998 | 31. oktober 2003  | Nizozemska     |
| 1. | Willem "Wim" Duisenberg | Nekdanji nizozemski finančni minister, predsednik Nizozemske banke ter Evropske monetarne institucije.                                                                 |                   |                |
| 2. | Jean-Claude Trichet     | 1. november 2003 | 31. oktober 2011  | Francija       |
| 2. | Jean-Claude Trichet     | Nekdanji član skupine G30 in guverner Francoske banke. |                   |                |
| 3. | Mario Draghi            | 1. november 2011 | 30. november 2019 | Italija        |
| 3. | Mario Draghi            | Nekdanji direktor ameriške investicijske banke Goldman Sachs, izvršni direktor Svetovne banke ter predsednik odbora za finančno stabilnost in guverner Banca d'Italia. |                   |                |
| 4. | Christine Lagarde       | 1. december 2019 | poteka            | Francija       |
| 4. | Christine Lagarde       | Nekdanja ministrica za ekonomijo, finance in industrijo Francoske republike ter generalna direktorica Mednarodnega denarnega sklada.                                   |                   |                |